# Stade de Balmont
Le stade de la Duchère-Balmont anciennement stade de la Duchère ou stade de Balmont, est un stade situé dans le 9e arrondissement de Lyon dans le quartier de La Duchère.
Quatrième de l'agglomération lyonnaise par sa capacité (après le Parc Olympique lyonnais, le Stade de Gerland et le Matmut Stadium), il accueille de multiples disciplines  : football, athlétisme, rugby à XV, rugby à XIII, football américain, etc. De plus la piscine en plein air de la Duchère le jouxte.
Depuis l’automne 2000, les patineurs à roulettes peuvent bénéficier d'un anneau de vitesse de 400 mètres. Il s'agit du stade résident du club de football de Lyon-La Duchère(football) et du Rink hockey club de Lyon.
Depuis 2012, la Halle d'athlétisme Stéphane-Diagana est implantée à proximité immédiate.

## Histoire

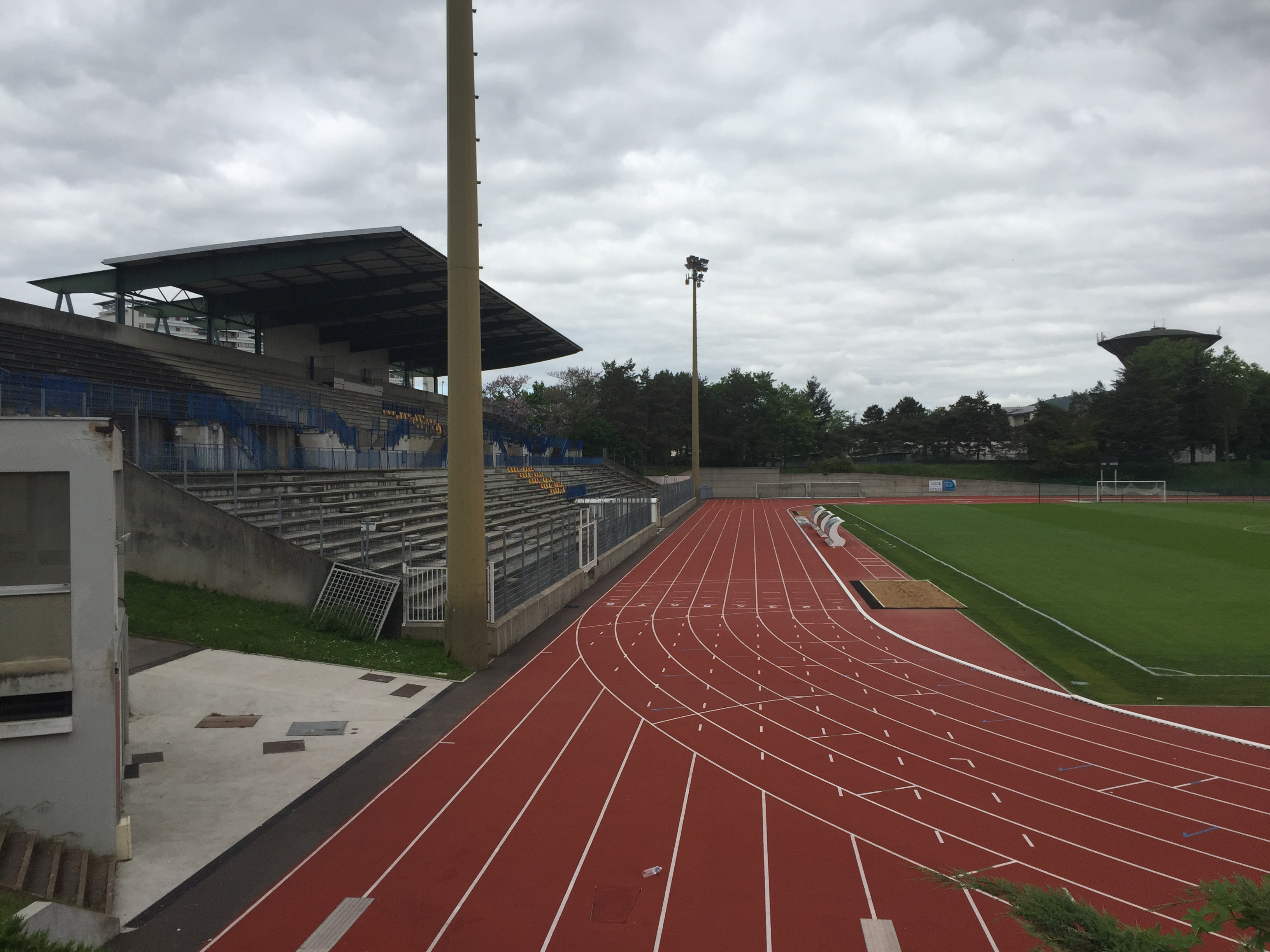
La tribune principale, la piste et le terrain de football.

Le stade se trouve à la Duchère au sommet de la colline de Balmont, c'est pourquoi la mairie le dénomme « stade de Balmont », mais il est plus connu sous le nom de « stade de la Duchère » en raison du nom du club sportif. Après le changement de nom du club de la Duchère en Sporting Club de Lyon, la mairie dénomme l'enceinte « stade de la Duchère Balmont ».
L'inauguration du stade a eu lieu en 1966 sur l'emplacement de l'ancien fort de la Duchère. En 2013, la piste d'athlétisme fait l'objet d'une mise au norme ; la nouvelle piste restaurée pour un coût de 1,75 million d’euros est inaugurée en présence de la discobole Mélina Robert-Michon,.
Une œuvre du statuaire Georges Salendre se trouve à proximité du stade.